# زمان توقف

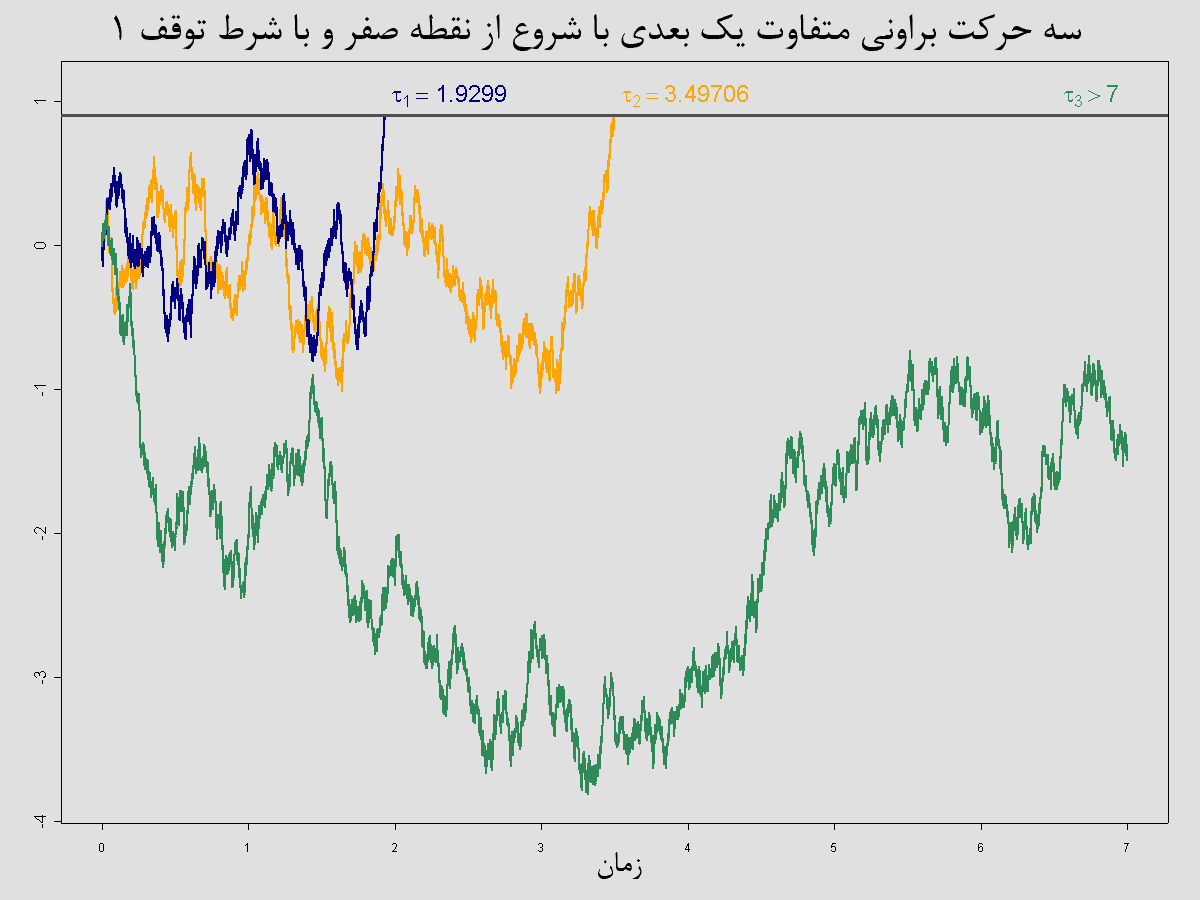
مثالی از زمان مارکوف: زمان برخورد در حرکت براونی یک بعدی. فرایند از صفر شروع می‌شود و با رسیدن به یک متوقف می‌شود (شرط توقف).

در نظریه احتمالات زمان توقف (به انگلیسی: stopping time) که به آن زمان مارکوف (به انگلیسی: Markov time) هم می‌گویند یک متغیر تصادفی است و بیان‌گر زمان انجام یک فرایند تصادفی است.
یک پیشامد مشخصی را در نظر بگیرید که زمان وقوع آن را نمی‌دانیم ولی می‌دانیم این رخداد در یک زمان{\displaystyle \tau } ای بالاخره رخ خواهد داد، زمان  {\displaystyle \tau } را زمان توقف می‌نامیم اگر در هر نقطه‌ای از زمان بدانیم پیشامد رخ داده‌است یا خیر.
به شرطی که با ارضا شدن آن شرط، توقف رخ خواهد داد  شرط توقف می‌گویند. مثالی از شرط توقف در شکل رو‌به‌رو در حرکت براونی یک بعدی قابل مشاهده است.

## تعریف ریاضی
محور زمان {\displaystyle T\subseteq {R_{+}}} را در نظر بگیرید.
اگر {\displaystyle (\Omega ,{\mathcal {F}},({\mathcal {F}}_{t})_{t\in T},P)} یک فضای احتمالاتی تصفیه شده باشد؛ که {\displaystyle \Omega } فضای نمونه‌ای، {\displaystyle {\mathcal {F}}} پیشامد و {\displaystyle P} توزیع احتمالاتی رخداد پیشامد باشد، داریم:
متغیر تصادفی {\displaystyle \tau \rightarrow T\cup {\{+\infty \}}} را زمان مارکوف تعریف می‌کنیم اگر:
{\displaystyle \forall \tau \in T:(\tau =T)\in {\mathcal {F}}_{t}}
که عبارت بالا مشابه عبارت زیر است.
{\displaystyle \forall \tau \in T:(\tau \leq T)\in {\mathcal {F}}_{t}}

## تعریفی دیگر
اگر {\displaystyle (\Omega ,{\mathcal {F}},({\mathcal {F}}_{t})_{t\in T},P)} یک فضای احتمالاتی تصفیه شده باشد. اگر در فضای احتمالی {\displaystyle \tau } را متغیر تصادفی در نظر بگیریم به طوری که {\displaystyle {t\in T}} باشد. آنگاه {\displaystyle \tau } برابر با زمان توقف است اگر و تنها اگر فرایند تصادفی X به صورت زیر باشد:
{\displaystyle X_{t}:={\begin{cases}1&{\text{ if }}t\leq \tau \\0&{\text{ if }}t>\tau \end{cases}}}

## چند مثال
- خالی شدن حساب بانکی یک فرد (شرط توقف است):

اگر {\displaystyle \tau } را زمان خالی شدن حساب بانکی یک فرد در نظر بگیریم، با این که فرد نمی‌داند که کی حساب بانکی‌اش خالی می‌شود و آیا اصلاً حساب بانکی‌اش خالی خواهد شد، اما در هر زمانی فرد می‌داند که حسابش خالی است یا خیر؛ بنابراین {\displaystyle \tau } را می‌توان یک زمان توقف در نظر گرفت.
- پیدا کردن نزدیک‌ترین جای پارک به سینما (شرط توقف نیست):

فردی می‌خواهد خودرویش را در نزدیک‌ترین جای پارک به سینمایی که در انتهای یک خیابان قرار دارد، پارک کند.
هنگامی که فرد از کنار یک جای پراک خالی عبور می‌کند می‌داند که از کنار یک جای پارک خالی عبور می‌کند، اما نمی‌داند که آیا این‌جای پارک نزدیک‌ترین جای پارک به سینما است یا جای پارک نزدیک‌تری هم به سینما وجود دارد؛ بنابراین این شرط نمی‌تواند یک شرط توقف باشد.
- تاریخ تولد (شرط توقف است اما این گونه شرط‌های توقف رایج نیستند)

اگر {\displaystyle \tau } را تاریخ تولد یک فرد در نظر بگیریم، فرد در هر تاریخی می‌داند که آن روز تولدش است یا خیر. اما در این مثال فرد دقیقاً می‌داند که تاریخ تولدش کی فرا می‌رسد و با این‌که {\displaystyle \tau } زمان توقف است اما معمولاً این موارد به عنوان زمان توقف به کار نمی‌روند.
- فرض کنید یک نفر که ۱۰ سکه دارد مشغول یک بازی با دستگاه بازی است. این دستگاه پس از وارد شدن یک سکه به آن روشن شده و بعد از اتمام بازی بسته به عملکرد فرد جایزه می‌دهد. اگر فرد بد بازی کند هیچ سکه‌ای نمی‌گیرد ولی هر چه فرد بهتر بازی کند سکهٔ بیشتری جایزه می‌گیرد. حال با توجه به این موارد بررسی می‌شود که کدام یک از موارد زیر می‌تواند شرط توقف باشد.
- «فرد دقیقاً ۵ بار بازی کند»، یک شرط توقف است (۵={\displaystyle \tau }).
- «فرد آن قدر بازی کند تا سکه‌اش تمام شود»، یک شرط توقف است زیرا می‌دانیم طبق قوانین احتمالاتی به احتمال قریب به یقین این اتفاق رخ خواهد داد.
- «فرد آن قدر بازی کند که بیشترین سکه ممکن را به دست آورد» یک شرط توقف نیست زیرا فرد هیچ وقت نمی‌داند که میزان سکه‌ای که دارد بیشینه است یا در آینده بیشینه می‌شود و بنابراین براساس آن نمی‌تواند بازیش را متوقف کند.

## برای مطالعهٔ بیشتر
- Tom Fischer (۳ اکتبر ۲۰۱۲)، «On simple representations of stopping times and stopping time

sigma-algebras»، ELSEVIER، doi:10.1016/j.spl.2012.09.024 کاراکتر line feed character در |عنوان= در موقعیت 62 (کمک)
- Olav Kallenberg (۲۰۱۷)، Random Measures, Theory and Applications، Springer، doi:10.1007/978-3-319-41598-7، شابک ۹۷۸-۳-۳۱۹-۴۱۵۹۶-۳
- Shiryaev, Albert N. (2007). Optimal Stopping Rules. Springer. ISBN 3-540-74010-4.
- An introduction to stopping times.